# Korsettmacher
Ein Korsettmacher war ursprünglich ein Schneider, der sich auf das Anfertigen von Korsetts spezialisiert hatte. Die Geschichte dieses Handwerksberufs ist zwangsläufig eng mit der Geschichte dieses Kleidungsstücks verknüpft.
Möglicherweise hat es bereits in der Antike korsettähnliche Wäschestücke gegeben, doch ist über ihre Herstellung nichts Näheres bekannt. Das „moderne“ Korsett kam um das Jahr 1100 in Frankreich auf, zur Zeit des französischen Königs Ludwig VI. In Deutschland kam es erst im 15. Jahrhundert in Mode. Zu dieser Zeit wurden alle Korsetts von Schneidern nach Maß angefertigt, und zwar ausschließlich für den Adel. Ab 1675 war es in Frankreich dann auch Näherinnen gestattet, diese Kleidungsstücke herzustellen.
Nach der Französischen Revolution gab es keine Kleiderordnungen mehr, so dass nun auch die übrige Bevölkerung die Mode des Adels übernehmen konnte. Im Jahr 1818 führte Robert Werly in Bar-le-Duc in der Champagne die fabrikmäßige Herstellung von Korsetts aus Webstoff ein. 1838 eröffnete dann ein Franzose in Stuttgart die erste deutsche Korsettfabrik; 1849 folgte eine zweite, die vor allem für den Export arbeitete. Während die Frauen der Oberschicht nach wie vor einen Schneider beauftragten, kauften die Bürgerfrauen das Korsett „von der Stange“; die Frauen der unteren Schichten mussten sich ihre Mieder selbst nähen.
Um 1860 arbeiteten in Paris rund 3800 Korsettmacher, rund um London waren etwa 10.000 Menschen in dieser Branche beschäftigt. In der Zeit von 1850 und 1920 waren die Zentren der deutschen Korsettindustrie in Württemberg und Sachsen sowie in den Städten Berlin, Köln und Mannheim. Anfangs konzentrierten sich die württembergischen Fabriken auf die Herstellung von gewebten Korsetts. Der Schwerpunkt der sächsischen Fabriken lag auf der Herstellung der genähten Korsetts. Diese Fertigungsform setzte sich später durch. Ein in Württemberg ansässiges Unternehmen exportierte um 1880 pro Jahr ca. 630.000 Korsetts in die USA; dort gab es erst nach 1890 eigene Hersteller. Nach 1918 wurde die Produktion mit dem Ende des klassischen Korsetts dann auf Mieder umgestellt.
1950 gab es in Deutschland (Ost und West) insgesamt noch zirka 120 Korsettmacherbetriebe, v. a. in Stuttgart, Berlin, Köln und Chemnitz, darunter nur 25 Großbetriebe.